# Prix Acfas Thérèse-Gouin-Décarie
Pour un article plus général, voir Acfas.
Le prix Acfas Thérèse-Gouin-Décarie (anciennement prix Acfas Marcel-Vincent) est une distinction remise au sein de la francophonie canadienne par l'Acfas. Il a été créé en 1975, nommé d'abord en l'honneur de Marcel Vincent, premier président francophone de Bell Canada. En 2013, il a été renommé en l'honneur de Thérèse Gouin Décarie, chercheuse en psychologie infantile et pionnière scientifique. Ce prix vise à souligner l'excellence de travaux scientifiques réalisés dans le domaine des sciences sociales.

## Lauréats

### Prix Acfas Marcel-Vincent
- 1975 : Pierre Deslongchamps, chimie, Université de Sherbrooke
- 1976 : Fernand Labrie, endocrinologie, Université Laval
- 1977 : David Sankoff, mathématiques et statistiques, Université d'Ottawa
- 1978 : Roger M. Leblanc, biochimie, Université du Québec à Trois-Rivières
- 1979 : Georges Michaud, physique, Université de Montréal
- 1980 : Jean Hamelin, histoire, Université Laval
- 1981 : Jacques Henripin, démographie, Université de Montréal
- 1982 : Gilles Marcotte, littératures de langue française, Université de Montréal
- 1983 : Adrien Pinard, psychologie, Université du Québec à Montréal
- 1984 : William Francis Mackey, linguistique, Université Laval
- 1985 : Gérard Bergeron, sciences politiques, École nationale d'administration publique
- 1986 : Thérèse Gouin Décarie, psychologie, Université de Montréal
- 1987 : Gérald Beaudoin, droit constitutionnel, Université d'Ottawa
- 1988 : Marc-Adélard Tremblay, anthropologie, Université Laval
- 1989 : Guy Rocher, sociologie, Université de Montréal
- 1990 : Léon Dion, science politique, Université Laval
- 1991 : Marcel G. Dagenais, sciences économiques, Université de Montréal
- 1992 : Vaira Vīķe-Freiberga, psychologie, Université de Montréal
- 1993 : Jean-Denis Gendron, linguistique, Université Laval
- 1994 : Albert Legault, sciences politiques, Université Laval
- 1995 : Marc Le Blanc, psychoéducation, Université de Montréal
- 1996 : André Blais, sciences politiques, Université de Montréal
- 1997 : Pierre-André Julien, sciences économiques, Université du Québec à Trois-Rivières
- 1998 : Maryse Lassonde, psychologie, Université de Montréal
- 1999 : Georges Dionne, finance, HEC Montréal
- 2000 : Hélène Dumont, droit, Université de Montréal
- 2001 : Danielle Juteau, sociologie, Université de Montréal
- 2002 : Marcel Boyer, sciences économiques, Université de Montréal
- 2003 : Réjean Landry, management, Université Laval
- 2004 : John A. Hall, sociologie, Université McGill
- 2005 : Jean-Marie Dufour, économie, Université de Montréal
- 2006 : Louise Nadeau, psychologie, Université de Montréal
- 2007 : Alain-G. Gagnon, sciences politiques, Université du Québec à Montréal
- 2008 : Maurice Tardif  éducation, Université de Montréal
- 2009 : Suzanne Rivard, technologies de l'information, HEC Montréal
- 2010 : Bernard Bernier, anthropologie, Université de Montréal
- 2011 : Carole Lévesque, savoirs autochtones, INRS - Urbanisation, Culture et Société
- 2012 : Charles Morin, psychologie de la santé, Université Laval[2]

### Prix Acfas Thérèse-Gouin-Décarie
- 2013 - Céline Le Bourdais, sociologie, Université McGill
- 2014 - Martine Hébert, violence et enfance, Université du Québec à Montréal
- 2015 - Susanne Lajoie, éducation, Université McGill[3]
- 2016 - Diane Poulin-Dubois, psychologie de l'enfant, Université Concordia[2]
- 2017 - Michel Janosz, psychoéducation, Université de Montréal[4]
- 2018 - Ann Langley[5], gestion, HEC Montréal
- 2019 - Robert Vallerand[6], psychologie de la passion, Université du Québec à Montréal
- 2020 - Michel Boivin[7], psychologie de l'enfant, Université Laval
- 2021 - Marie Beaulieu[8], travail social, Université de Sherbrooke
- 2022 - Danielle Maltais[9], psychosociologie des catastrophes, Université du Québec à Chicoutimi
- 2023 - Manon Bergeron[10], sociologie et sexologie, Université du Québec à Montréal
- 2024 - Francine Saillant[11], anthropologie, Université Laval